# Jock Delves Broughton
Sir Henry John Delves Broughton, 11e baronnet, dit Jock Delves Broughton (10 septembre 1883 – 5 décembre 1942), est un baronnet britannique essentiellement connu pour avoir été inculpé pour le meurtre de Josslyn Hay (22e comte d'Erroll), évènement qui est à la base de l'intrigue du film Sur la route de Nairobi.

## Biographie
Né à Doddington, dans le comté du Cheshire, Delves Broughton devient baronnet à la mort de son père, en avril 1914. Il est marié à Vera Edyth Griffith-Boscawen depuis le 8 juillet 1913. Lorsque la Première Guerre mondiale éclate, en tant que capitaine au premier bataillon des Irish Guards, il est censé embarquer avec ses hommes, mais il tombe malade et doit être remplacé,. Dans les années 1930, il est obligé de vendre la majeure partie des 34 000 acres du domaine familial pour payer des dettes de jeu. À la fin des années 1920 et au début des années 1930, il est partie prenante d'un consortium propriétaire du champ de courses Ensbury Park Race Course à Kinson, dans le Dorset, appartenant de nos jours à la ville de Bournemouth. En 1939, il est suspecté de fraude à l'assurance après le vol allégué de tableaux et de perles appartenant à sa femme[réf. nécessaire]. Il divorce et, quelques mois après, il se remarie avec Diana Caldwell à Durban, en Afrique du Sud, le 5 novembre 1940, et le couple s'installe au Kenya.

## Procès pour meurtre
Le 24 janvier 1941, Josslyn Hay (22e comte d'Erroll) est retrouvé, tué d'une balle dans la tête, dans sa voiture à un carrefour routier à l'extérieur de Nairobi. Il faisait partie, comme Delves Broughton, de la communauté de la Vallée Heureuse.
L'ancienne amante d'Erroll, Alice de Janzé, est d'abord suspectée, puis Delves Broughton, dont la femme entretenait une liaison publique avec d'Erroll, est à son tour arrêté le 10 mars. Il est acquitté à l'issue d'un procès commencé le 26 mai[source insuffisante], faute de preuves, et sur la base d'une identification de l'arme du crime : le pistolet de Delves Broughton était une arme de marque Colt avec un canon à six rayures, tandis que la balle ayant tué d'Erroll portait cinq rayures. En outre, la balle meurtrière avait été tirée par un pistolet avec des rayures orientées dans le sens des aiguilles d'une montre, alors que Colt fabriquait des canons à rayures orientées dans le sens anti-horaire. Une autre balle tirée sur d'Erroll portait elle aussi cinq rayures orientées dans le sens horaire. Aucune arme ne fut produite par l'accusation non plus que par la défense. Delves Broughton déclara que deux de ses pistolets, un porte-cigarettes en argent et dix ou vingt shillings lui avaient été volés dans les jours précédant la mort d'Erroll. À l'encontre, le superintendant (officier de police) Arthur Poppy affirma que Delves Broughton avait lui-même fait disparaître les armes afin de donner l'impression qu'il n'en possédait pas du calibre concerné au moment des faits.

## Suites et prolongements
À la suite de cette affaire, Delves Broughton n'est plus accepté par la bonne société de la Vallée Heureuse et il retourne, seul, en Angleterre, alors que son épouse prend un nouvel amant. En décembre 1942, quelques jours après son arrivée, il est retrouvé mort d'une surdose de morphine dans sa chambre de l'hôtel Adelphi, à Liverpool. L'enquête conclut au suicide,.
Le titre de baronnet échoit à son fils, Evelyn Delves Broughton. 
Après sa mort, sa veuve Diana se remarie deux fois, la première avec Gilbert Colville, un riche colon de la Vallée Heureuse, et la seconde avec Thomas Cholmondeley (4e baron Delamere).
L'affaire connaît des prolongements tardifs car le 11 mai 2007, dans le Daily Telegraph, l'auteure Christine Nicholls fait part du contenu d'un enregistrement audio prouvant de manière irréfutable, selon elle, la culpabilité de Delves Broughton,.